# 氏家齊一郎
氏家 齊一郎（うじいえ せいいちろう、1926年（大正15年）5月17日 - 2011年（平成23年）3月28日）は、日本のジャーナリスト、実業家。位階は正三位。
日本テレビ放送網代表取締役会長、日本民間放送連盟会長、読売新聞グループ本社取締役相談役を歴任。位階は正三位。読売新聞グループの総帥である渡邉恒雄の盟友として、同グループ内、特に日本テレビにおいて強大な発言力を有していた。趣味はパソコン。
また、東京都歴史文化財団理事長、東京都現代美術館館長も務めた。

## 来歴・人物
古河合名理事を務めた氏家貞一郎の長男として東京に生まれる。
旧制東京高等学校（現：東京大学教育学部附属中等教育学校）で同級生の網野善彦、1年先輩の渡邉恒雄と知り合う。東京大学在学中、渡邉から勧誘され、日本共産党に入党。堤清二を党に誘う。氏家は全学連を作るなどに奔走するが、渡邉が党から除名されたのを受け、氏家も退いた。
共産主義から転向した氏家は、野村證券への就職を決めた。だが、それを知った渡邉から「おまえはどんなことがあっても新聞記者向きだから来い」と言われ、コインの裏表で読売新聞への入社を決め、経済部に配属となる。記者時代には、キューバのフィデル・カストロ議長との太い人脈により、北ベトナム国家主席のホー・チ・ミンの死去を全世界にスクープした。社長の務臺光雄に重用され、1974年に異例の速さで経済部長に昇格すると、翌年には広告局長に指名された。ほぼ同時期に入社し、政治部のエースとして活躍していた渡邉と並び、いやそれ以上に読売新聞の次期トップに目されていた。
1982年春、雑誌に小林與三次社長を上げ、会長だった務臺を下げる内容の記事が掲載される。これに務臺は激怒した。幹部たちを前に「自分を貶めることは、読売の団結を乱すことだ。断じて許さん」と2時間近くにわたり演説した。氏家は、務臺のみならず、小林にも可愛がられ、しかも、記事を書いた雑誌の編集長と氏家は昵懇の仲。そんなこともあり、あろうことか氏家が記事を書かせたと務臺に疑われるようになってしまった。結果、氏家は6月、日本テレビ副社長の座に左遷された。

### 日本テレビ副社長
氏家が副社長に就任した1982年からフジテレビの天下が始まり、それと反比例するかのように日本テレビは低迷していった。氏家には日本テレビの悪い部分ばかり目についた。手を付けないわけにはいかない。この時、氏家の手足となって尽力したのが萩原敏雄（のち社長）だった。氏家は局の機構を放送本部、営業ネットワーク本部、総務本部の三本部制に改革した上で、自ら放送本部長になり、制作・編成・報道の権限を一手に把握した。さらに番組企画委員会を設立し、番組自体にも口を挟みだした。
これに現場は猛反発した。もともと、日本テレビの幹部に読売新聞出身者が天下ることは「読売進駐軍」などと揶揄され疎まれていた。その上、何もわかっていない奴が突然やってきて現場に口を出されるなど堪らない。社内はバラバラになった。そんな状態では、いい番組が作れるはずもなく、視聴率はさらに低下した。
そして失脚。日本テレビから追放された。

### 日本テレビ社長
追放後、渡邉や大学時代からの友人でセゾングループ代表である堤らの支援を受けながら、雌伏の時間を過ごした。その間も日本テレビ内部の者たちと密かに会合を重ね、誰が本当に信頼に足る人物かを見定めていった。また、フジテレビの改革を成功させた鹿内春雄とも何度も会った。氏家は謙虚に鹿内の話を聞き、彼のやり方を研究していった。
1991年4月、務臺が91歳で亡くなると、5月、渡邉が読売新聞社長に就任する。その渡邉の意向もあり、12月、氏家は常勤顧問として日本テレビに復帰。翌年6月、副社長に返り咲くと、11月17日、社長に就任した。
社長となった氏家は過去の反省を踏まえて、改革に着手した。まず、第一に現場に口を出さないことに決めた。さらに番組への評価基準の明確化。即ち、視聴率が獲れているか否かに定めた。「何が何でもトップをとれ、トップをとればあらゆる問題が解決する」。氏家は視聴率という数字で評価すると明確に言い切り、目標をはっきりさせた。またリストラも敢行した。といっても社員のクビを切るわけではない。過去のしがらみや「意義があるから」などといった理由で漫然と続け、赤字を垂れ流している事業を容赦なく切り捨てた。一方で、制作費などの必要経費には手を付けず、ソフト重視の姿勢を貫いた。加えて硬直していた組織にメスを入れ、大編成局を敷き、編成の力を強化していった。まさに「第二の開局」と呼ぶに相応しい大改革だった。
社長に就任して以降、社員を招いた会食たびたび行い、社員が抱えている思いを聞くとともに、彼らの個性や特性を探っていった。就任直後は「徹底的に」酒を飲んで歩いたと氏家は述懐している。時に読売新聞記者時代に培った経済や経営の哲学を社員たちに披露し、時に社員たちの話に耳を傾けた。最初は氏家の迫力に押し黙っていた面々も、次第に日本テレビが抱える問題点や不満を口々に語りだした。それを同席していた秘書課長がメモしていく。良いものをつくるためには「人・物・金」が必要で、それがフジテレビに比べて決定的に不足していること。あるいは、何かを決める際に面倒な手続きが必要になっていること。たとえば、明日突然海外ロケが必要になることだってある。そんな時に迅速に動けないようでは、フジテレビに勝てないのだと。すべてを聞き終えた氏家は、集まった社員たちを見据え言った。「お前たちが言ったことは明日から全部やれ」。日本テレビの改革は氏家の即断即決で加速度的に進められていく。
こうして、日本テレビを1994年から2003年まで年間視聴率四冠王（NHKを含めた在京6局の中での）にさせることに成功した。ただし1994年の日本テレビは、全日は単独で首位だったが、ゴールデンタイム、ならびにプライムタイムのそれぞれの年間視聴率でフジテレビと同率であった。一方で在任中は徹底した視聴率至上主義を取っており、バラエティ番組を中心に抜本的な改革を断行し、視聴率三冠王を恒常化させたという功績がある一方で、番組内容の低俗化や視聴率不正操作問題を招いたとする批判もある。
2001年6月、重用してきた萩原に、社長の座を譲り、代表取締役会長・CEOとなる。しかし、2003年10月14日、日本テレビ社員による「日本テレビ視聴率買収事件」が発覚。この問題を受け、氏家はグループCEOを辞任。社長の萩原は副社長に降格し、後任の社長には間部耕苹副会長が就いた。
長らくクローン病を患っていた。2011年3月28日、多臓器不全のため死去。84歳没。逝去日の3月28日付で政府より正三位が追叙された。

### スタジオジブリとの提携
日本テレビの副社長時代からスタジオジブリとの提携を推し進め、ジブリ初代社長の徳間康快と親しくし、後に徳間記念アニメーション文化財団の初代理事長にもなる。氏家は高畑勲の監督作品、特に『ホーホケキョ となりの山田くん』を愛好し、宮崎駿の『千と千尋の神隠し』については「俺には理解できない」と宮崎やプロデューサーの鈴木敏夫に直接話したという。氏家の「高畑さんの新作を見たい。大きな赤字を生んでも構わない。金はすべて俺が出す。俺の死に土産だ」という意向から『かぐや姫の物語』の企画がスタートした。予算やスケジュールを危ぶんだ鈴木は、「氏家に制作をやってもらう」という条件をつけた。氏家は作品の完成を見ることなく世を去ったが、その関わり故にポスターやクレジットに「制作」として名が記されることになった。

## 栄誉
2001年、ルーヴル美術館にあるモナ・リザ収蔵室の改修費を日本テレビが負担した功績により、レジオンドヌール勲章を授与。また2005年10月には、芸術アカデミーの準会員に選出された。
放送倫理・番組向上機構の設置にも尽力。その功績により、2010年秋の叙勲において旭日大綬章を受章。

## 親族
父は古河合名理事だった氏家貞一郎。戦後、貞一郎は追放となるが、その後は一度も会社には所属せず、昔の関係で色々なところの顧問のようなものをやった。母のテツは貞一郎とは15歳違いの後妻。テツの実家は山形・米沢一の大地主だった。
妻の真子（氏家慎子）とは、高校3年の時に出会った。真子は東京女子大学時代は演劇部で活動。卒業後は、俳優座に行き、1954年5月、東恵美子、森塚敏、成瀬昌彦、天野創治郎、土方弘、中台祥浩、初井言榮、山岡久乃、関弘子とともに青年座を創立した。真子は1972年頃まで青年座に所属した。
PGMホールディングス社長などを経て、ソラーレ ホテルズ アンド リゾーツ会長を務める氏家顕一郎は息子。
野村ホールディングス社長を歴任した氏家純一は従兄弟。

## 職歴
- 1951年 東京大学経済学部卒業、読売新聞に記者として入社。
- 1974年 読売新聞経済部長
- 1975年 読売新聞広告局長
- 1977年 読売新聞取締役
- 1980年 読売新聞常務取締役
- 1982年 日本テレビ代表取締役副社長
- 1985年 日本テレビ顧問
- 1988年 セゾングループ最高顧問
- 1992年6月 日本テレビ代表取締役副社長
- 1992年11月 日本テレビ代表取締役社長
- 1996年4月 日本テレビ代表取締役社長、民放連会長
- 2001年6月 日本テレビ代表取締役会長・CEO、民放連会長
- 2003年 日本テレビ代表取締役会長
- 2005年 日本テレビ取締役会議長
- 2009年 日本テレビ代表取締役会長

### その他役職
- 社団法人ACジャパン理事
- 社団法人日本ゴルフトーナメント振興協会常任理事
- 財団法人東京都歴史文化財団理事長
- 財団法人放送番組国際交流センター評議員
- 財団法人川喜多記念映画文化財団評議員
- 財団法人2002年ワールドカップサッカー大会日本組織委員会理事
- 財団法人世界平和研究所評議員
- 財団法人吉田秀雄記念事業財団評議員
- 財団法人日本室内楽振興財団理事
- 財団法人徳間記念アニメーション文化財団理事長
- 財団法人海外日系人協会理事
- NPO法人日本防災士機構評議員会議長

## 著書
- 氏家齊一郎著 塩野米松聞き書き『昭和という時代を生きて』岩波書店、2012年11月。ISBN 978-4000258685。
『熱風』（スタジオジブリ編集・発行）の2011年1月～2012年2月までの連載「昭和という時代を生きて」をまとめたもの。